# Eugowra
Eugowra – miasto w Australii, w stanie Nowa Południowa Walia.